# Deutsches Institut für Animationsfilm

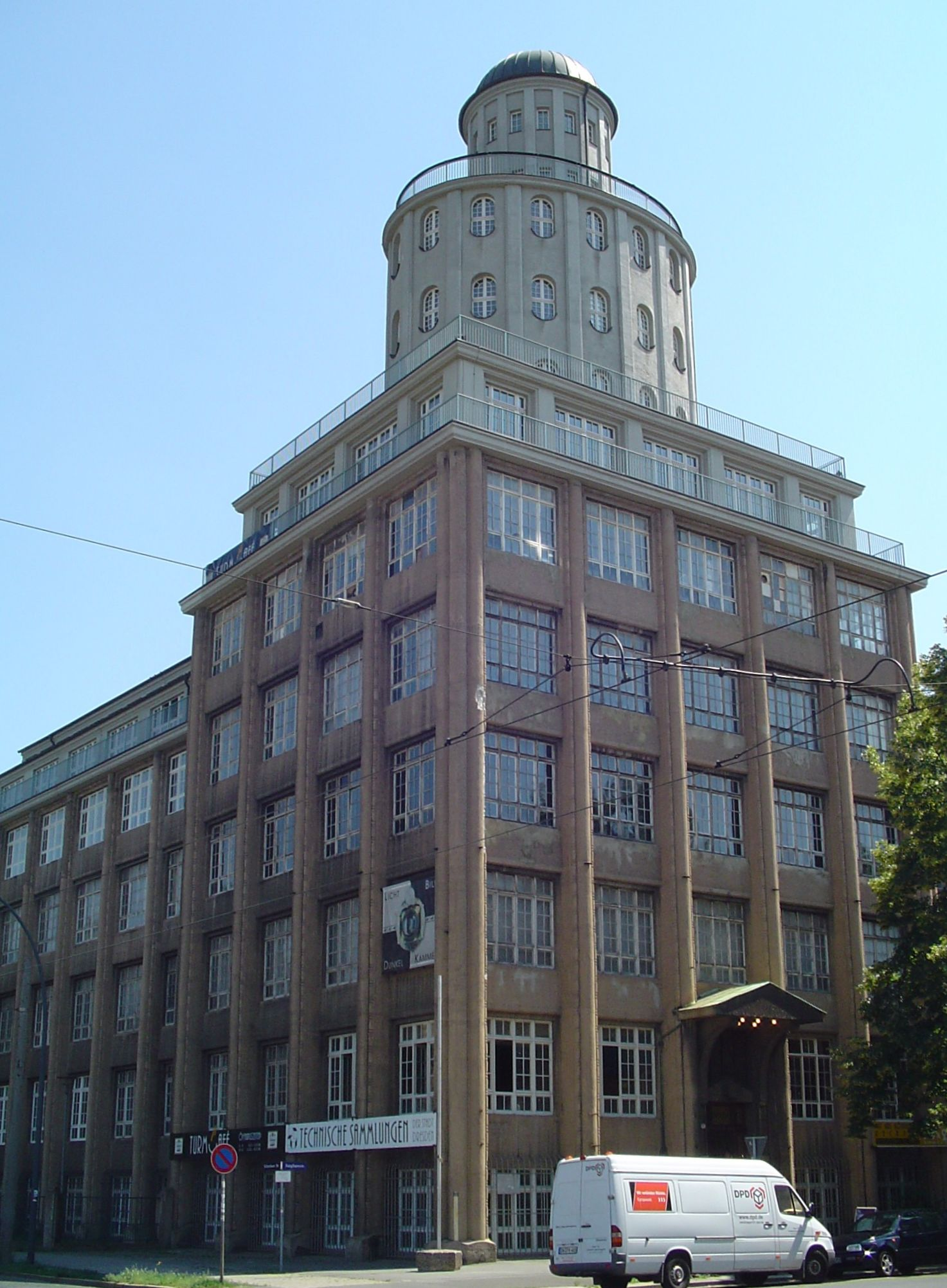
Gebäude der Technischen Sammlungen

Das Deutsche Institut für Animationsfilm e. V. (DIAF) beschäftigt sich mit der Pflege und Förderung des Deutschen Animationsfilmes. Das Archiv des Instituts befindet sich bei den Technischen Sammlungen Dresden, der Vereinssitz liegt im Kulturkraftwerk Mitte in der Wilsdruffer Vorstadt von Dresden.

## Geschichte
Der Verein wurde am 16. November 1993 in Dresden gegründet. Hier produzierte von 1955 bis 1990 das DEFA-Studio für Trickfilme, das in erster Linie Filme für das Kinder- und Familienpublikum, aber auch Satiren und künstlerische Filme für Erwachsene schuf. Nach der Schließung des Studios wurde der Nachlass treuhänderisch vom Filmarchiv des Bundesarchivs an das DIAF übergeben. Neben einem Filmstock von rund 2000 Filmkopien archiviert das DIAF Filmmaterialien und Dokumente insbesondere aus dem Bereich des ostdeutschen Animationsfilms. Die  Erschließung und Aufarbeitung des umfangreichen Nachlasses des DEFA-Studios fand 2003 mit der Publikation „Die Trick-Fabrik. DEFA-Animationsfilme 1955–1990“ einen ersten Abschluss. Im April 2002 eröffnete das Institut mit Förderung aus Bundesmitteln im Rahmen des Programms „Kultur in den neuen Ländern“ eine Dauerausstellung zum Gesamtschaffen des DEFA-Studios für Trickfilme in den Technischen Sammlungen der Stadt Dresden.

## Aufgaben
Nach der weitgehenden Erschließung zum DEFA-Animationsfilm ist die gezielte Erweiterung der Sammlung auf den gesamtdeutschen Animationsfilm vorgesehen. Die primären Tätigkeitsfelder des Instituts bilden die Archivierung und damit verbundene konservatorische Maßnahmen sowie die wissenschaftliche Forschung – so richtet das Institut u. a. internationale Konferenzen aus, zuletzt im Jahre 2005 gemeinsam mit der Society for Animation Studies. Das Institut bietet selbst keine Fortbildung zur Filmarbeit an, es ist jedoch enger Kooperationspartner von entsprechenden Workshops, wie z. B. dem von Jerzy Kucia geleiteten Internationalen Workshop für Animationsfilm an der Akademie der Künste Krakau, Polen. Langfristiges Ziel des DIAF ist die Bildung eines weitgreifenden Netzwerkes zum deutschen Animationsfilm, das entsprechende Institutionen der Archivierung, der Forschung, der Ausbildung und der Verwertung zusammenbringt. Durch Filmpräsentationen und Ausstellungen im In- und Ausland sowie durch Publikationen wird versucht, eine breite Öffentlichkeit mit dem deutschen Animationsfilm bekannt zu machen.

## Ausstellungen
Das Institut eröffnete im April 2002 die Dauerausstellung „Kontraste und Variationen“ in den Technischen Sammlungen Dresden, die mit Originalexponaten die Filmarbeit des DEFA-Studios für Trickfilme dokumentiert und 2016 überarbeitet wurde. Das ehemalige staatliche Studio, das in Dresden-Gorbitz von 1955 bis 1990 bestand und 250 Mitarbeiter beschäftigte, produzierte mehr als 1500 Filme in allen klassischen Animationstechniken.
Daneben finden im Wechsel Sonderausstellungen aktueller Animationskünstler statt.

## Publikationen
- Ralf Schenk, Sabine Scholze: Die Trick-Fabrik. DEFA-Animationsfilme 1955–1990. Bertz, Berlin 2003, ISBN 3-92947027-6